# Willi Tessmann

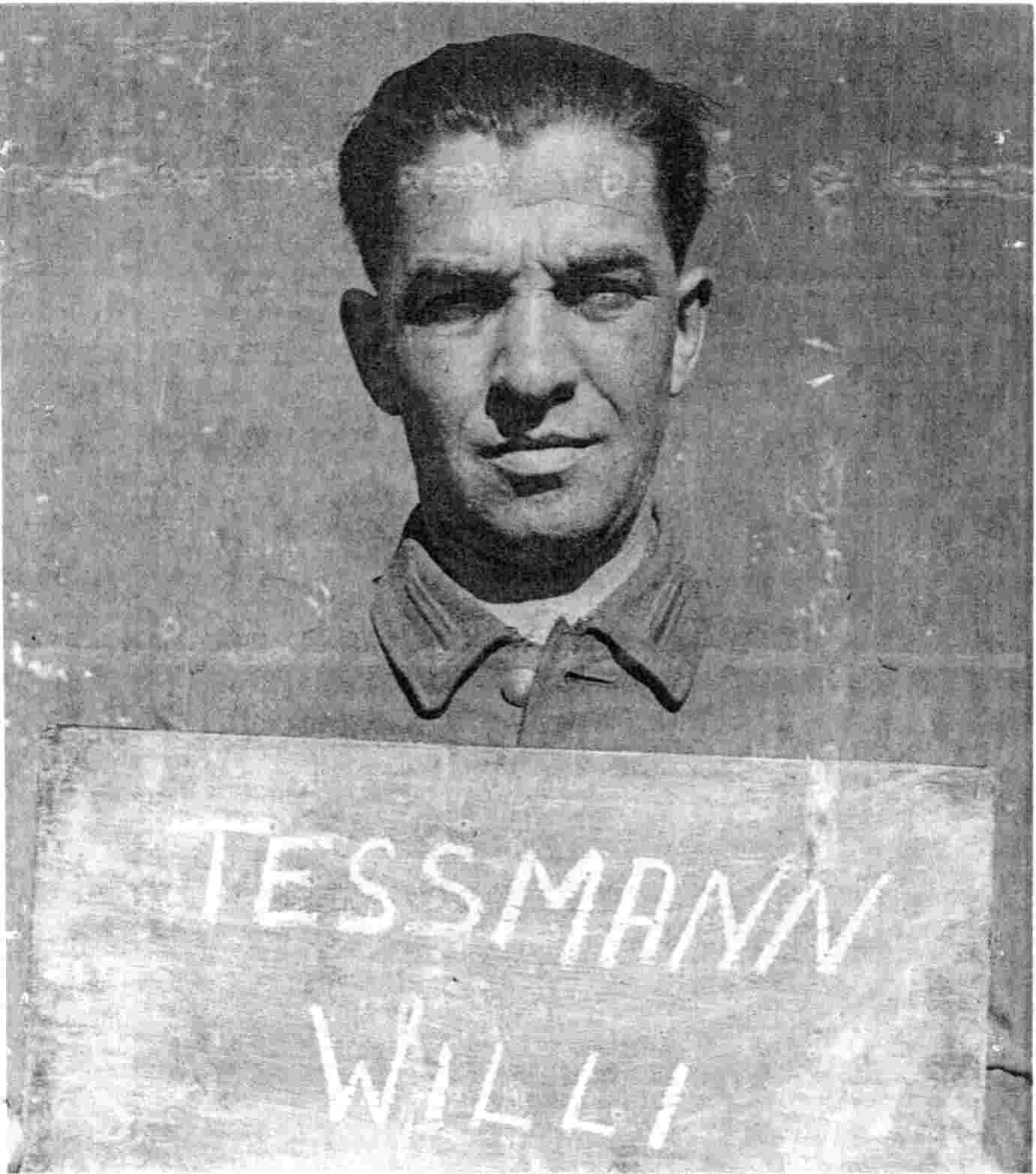
Willi Tessmann, Gerichtsfoto

Willi Tessmann, vollständiger Name Wilhelm Bernhard Tessmann (* 15. Januar 1908 in Hamburg; † 29. Januar 1948 im Gefängnis Hameln) war ein deutscher Polizist und zur Zeit des Nationalsozialismus Kommandant des Polizeigefängnisses Hamburg-Fuhlsbüttel.

## Leben
Tessmann, Sohn eines Kutschers, engagierte sich in seiner Jugendzeit bei der evangelischen Kirchenjugend. Nach dem Abschluss seiner Schullaufbahn absolvierte er eine Ausbildung zum Gärtner, die er 1925 beendete. Anschließend arbeitete er als Gärtner, bis er betriebsbedingt Ende September 1933 arbeitslos wurde. Politisch betätigte sich Tessmann beim Jungdeutschen Orden, dem er von 1925 bis 1930 angehörte. Am 1. Mai 1932 trat er der NSDAP und der Schutzstaffel (SS) bei.
Tessmann war mit Lieselotte, geborene Cohrs, verlobt. Das Paar heiratete Oktober 1935, aus der Ehe gingen sieben Kinder hervor.

## Zeit des Nationalsozialismus
Im Februar 1934 bekam er auf Vermittlung seines Schwiegervaters eine Anstellung bei der Hamburger Schutzpolizei. Nach einem mehrwöchigen Lehrgang wurde Tessmann von der Gestapo im September 1934 als Wachmann im KZ Fuhlsbüttel eingesetzt. Ab 1937 arbeitete Tessmann als Fernschreiber für die Gestapo in Hamburg und ab 1938 im Geheimen Staatspolizeiamt in Berlin, wo er einen polizeilichen Lehrgang absolvierte. Ab 1940 war er wieder im Polizeigefängnis Hamburg-Fuhlsbüttel eingesetzt, wo er im April 1943 Stellvertreter des dortigen Kommandanten Johannes Rode wurde und Rode im November 1943 als Kommandant nachfolgte. Tessmanns Stellvertreter wurde Hans Stange.
Tessmann soll Gefangene in Einzelhaft gebracht haben, wenn diese nicht im Sinne der Gestapo geständig waren. Mehrere Gefangene begingen aufgrund von Einzelhaft und Folter Suizid. Zudem misshandelte er Gefangene und nahm an Hinrichtungen teil, die unter seinem Kommando vollzogen wurden.
Kurz vor der Befreiung Hamburgs durch die britischen Truppen ordnete Tessmann am 15. April 1945 die „Evakuierung“ der Fuhlsbüttler Häftlinge in das Arbeitserziehungslager Nordmark in Kiel-Hassee an. Tessmann gab den Wachmännern der Begleitmannschaft des Todesmarsches die Anweisung, geschwächte oder flüchtende Häftlinge zu erschießen. Am 3. Mai 1945 begab sich Tessmann aus Hamburg nach Ipstedt bei Schleswig, wo er sich einem Bataillon der Wehrmacht anschloss, das fünf Tage später zerfiel.

## Nachkriegszeit, Prozesse und Todesurteil
Nach Kriegsende verdingte er sich auf einem Hof bei Heide und wurde als angeblicher ehemaliger Wehrmachtssoldat nicht weiter von den britischen Militärbehörden behelligt. Am 27. Juli 1945 lebte er wieder bei seiner Familie in Hamburg-Langenhorn. Aufgrund der Anzeige einer Nachbarin wurde Tessmann am 29. Juli 1945 durch Angehörige der britischen Militärpolizei verhaftet und in das Untersuchungsgefängnis Hamburg eingewiesen. Nach mehreren Verhören wurde er in das Internierungslager Neuengamme verlegt, wo er zu ehemaligen inhaftierten SS- und Polizeikollegen Kontakt aufnehmen konnte. Tessmann wurde in zwei Curiohaus-Prozessen zum Tatkomplex Verbrechen im Polizeigefängnis Hamburg-Fuhlsbüttel angeklagt. In beiden Prozessen stand er mit weiteren Angeklagten vor Gericht.

„Während meiner Dienstzeit fanden ungefähr 10 Abtransporte nach Neuengamme zu Erschießungen statt. An diesen Erschießungen nahm Teßmann teil. Die Nationalität dieser abtransportierten Häftlinge weiß ich nicht, außer in einem Fall, wo es sich um ca. 20 bis 30 Ostarbeiter handelte. Diese kamen von Schirrmeiers Station. Ich erinnere diesen Fall besonders, da Teßmann mir den Befehl gab, an dieser Erschießung teilzunehmen. Ich weigerte mich und Wachmann Rusche bekam den Befehl, aber er weigerte sich auch.“

Aufgrund der Hinrichtung von sowjetischen Zwangsarbeiterinnen wurde Tessmann am 6. August 1947 zu sieben Jahren Zuchthaus verurteilt. Am 24. September 1947 wurde er wegen Misshandlungen, der Erschießung von elf Polen sowie seiner Verantwortung für den Todesmarsch zum Tode verurteilt und am 29. Januar 1948 wurde er im Zuchthaus Hameln hingerichtet.